# Mesoleius filicornis
Mesoleius filicornis là một loài tò vò trong họ Ichneumonidae.